# Alejandro Puerto
Alejandro Puerto Díaz (1º ottobre 1964) è un ex lottatore cubano, specializzato nella lotta libera.

## Palmarès

### Olimpiadi
- 1 medaglia:
  - 1 oro (Barcellona 1992 nei 57 kg)

### Mondiali
- 2 medaglie:
  - 2 ori (Tokyo 1990 nei 57 kg; Istanbul 1994 nei 57 kg)

### Giochi panamericani
- 4 medaglie:
  - 1 oro (Indianapolis 1987 nei 57 kg)
  - 1 argento (L'Avana 1991 nei 57 kg)
  - 2 bronzi (Caracas 1983 nei 52 kg; Mar del Plata 1995 nei 57 kg)